# Ferdinand Kreutzer
Ferdinand Kreutzer, né le 7 mars 1847 à Caracas et mort en 23 juillet 1916 à Paris, est un artiste peintre français d’origine vénézuélienne.

## Biographie
Alexandre Ferdinand Kreutzer naît le 7 mars 1847 à Caracas,.
C’est un artiste qui voyage beaucoup et travaille dans de nombreux endroits. Il passe tous ses étés à Marlotte (Seine-et-Marne) — dans sa propriété de La Tour (16 rue Murger) —, et habite même Fontainebleau pendant plusieurs années : et pour cause, il apprécie particulièrement sa forêt et ses environs, sujets de la majorité de ses toiles.
Il décède subitement le 23 juillet 1916 vers 1 heure du matin, à l’âge de 69 ans, dans le 17e arrondissement de Paris en son domicile sis 22 rue Galvani,. Ses obsèques sont célébrées le 26 juillet à l’église Saint-Ferdinand-des-Ternes, après quoi il est inhumé à Versailles.

## Personnalité
Dans sa nécrologie, il est décrit par L'Abeille de Fontainebleau en ces mots : « M. Kreutzer était un homme aimable et un peintre de talent personnel ».

## Œuvres dans les collections publiques

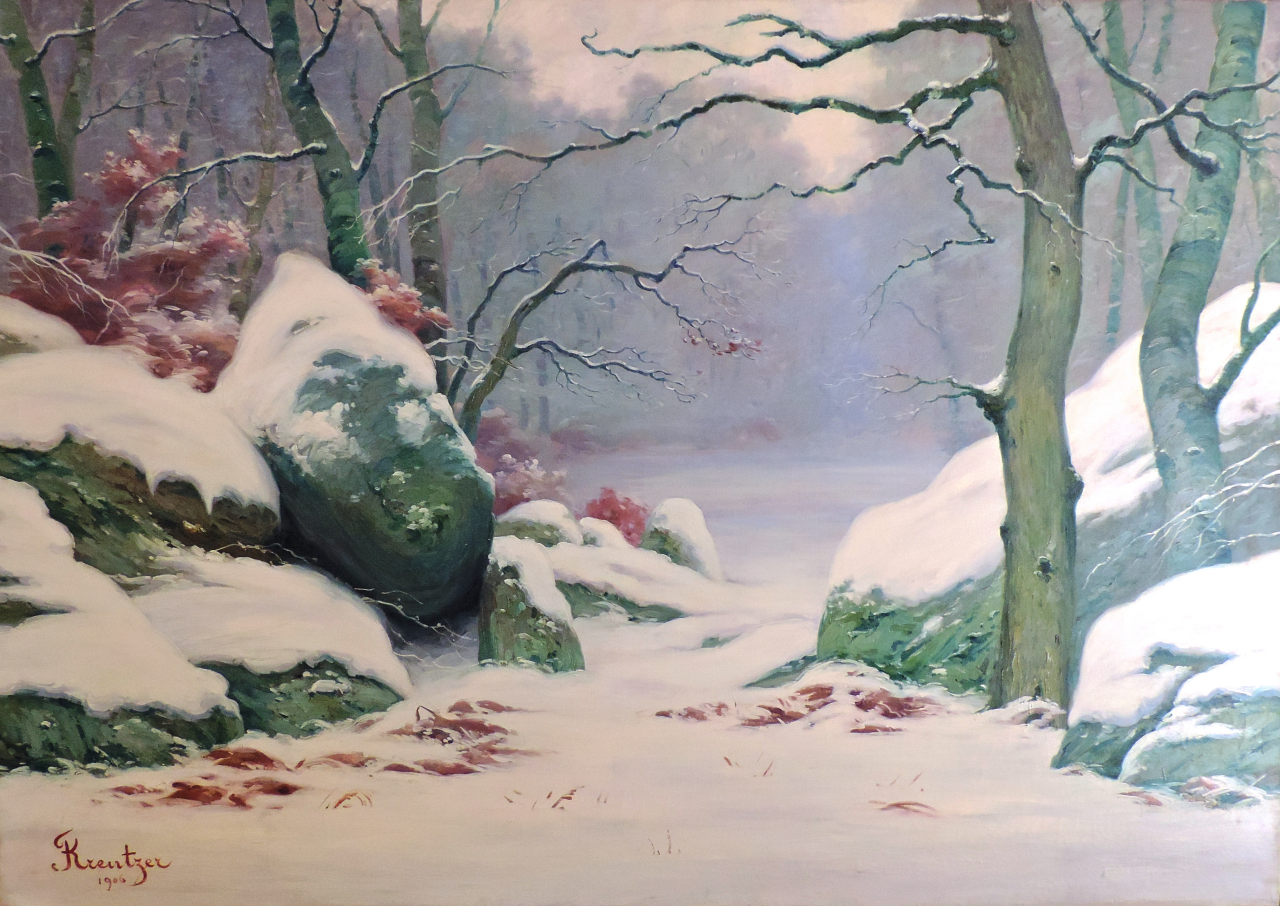
Solitude, forêt de Fontainebleau, 1906, huile sur toile, 140 x 200 cm. Nemours, Château-Musée, 1906.32.1

- Nemours, Château-Musée : Solitude, forêt de Fontainebleau. Paris, Salon de la Société des artistes français, 1906, n° 902

## Décorations
- Officier de l'Instruction publique[2]
- Médaille commémorative de la guerre 1870-1871[2]